# Paghjella
La paghjella (au pluriel paghjelle) est un chant polyphonique traditionnel corse, composé de six vers de huit syllabes, où un rythme est recréé à chaque parole et engendre la poésie. Ce chant est généralement chanté par trois hommes ayant chacun un rôle prédéfini :
- U bassu (qui représente la force) est celui qui a la voix la plus grave.
- A seconda (qui représente la sagesse) est le chanteur principal de la polyphonie (celui qui entonne le chant).
- A terza (qui représente la beauté) est le chanteur avec la voix la plus haute, il amène des ornementations riches plus aigües qui embellissent le chant des autres et termine l'accord.

## Description
La paghjella au sens actuel est un chant polyphonique d'origine religieuse (source?), devenu largement profane, court (souvent moins de deux minutes) et dont les textes sont tirés de la vie quotidienne de l'époque où ils ont été créés. Le mode polyphonique consistait en une mise à plusieurs parties vocales indépendantes, du chant liturgique, comme le Kyrie eleison suivi d'une grande partie des prières de la messe, ou comme d'autres moments des différents offices liturgiques. Le terme paghjella englobe désormais une tradition sacrée et profane du chant. 
Jadis, la paghjella se chantait à l'église ou durant les processions. De nos jours, elle est encore chantée très souvent dans les villages corses et plus que jamais en ville, à l'occasion de fêtes, entre autres.
En dépit de son nom - de paghju: paire qui reflète peut-être un état ancien - il s'interprète désormais à trois voix. Leur entrée se fait dans un ordre précis : d'abord la Seconda qui porte le chant, suivi par le Bassu qui vient la soutenir ; pour finir intervient la Terza qui vient ajouter ses ornements (appelés ribuccati). On retrouve ainsi le schéma fourni par la polyphonie médiévale d'église dans laquelle c'est le cantus firmus qui tient le chant : cette voix de teneur a donné son nom au ténor, voix intermédiaire entre la basse (le bassus) et le dessus (le superius). La paghjella est l'un des chants les plus représentatifs de la musicalité corse. Il arrive parfois que cet ordre précis soit bousculé : ainsi dans le "versu aschese" (la façon de chanter à Ascu), c'est le bassu qui commence le chant.
La transmission de la culture Corse est avant tout orale. La poésie se chantait, vibrait au rythme du cœur des hommes. On chante a cappella bien sûr, comme pour faire résonner l'écho venu de l'âme. En Corse, tout est prétexte à confier ses tourments et ses bonheurs à une mélodie. On chante surtout à plusieurs voix, pour perpétuer l'ancienne tradition des bergers qui entonnaient, en pleine montagne, des chants à trois voix, les paghjelle. Cependant la paghjella accorde plus d'importance à la voix qu'aux paroles. En général les paghjelle sont des chants âpres, rugueux et violents, soutenus par des voix puissantes. Cette forme de chant est caractérisée par la disposition des groupes de chanteurs, souvent en cercle étroit, et leur attitude individuelle consistant à poser une main sur l'une de leurs oreilles; cette attitude peut avoir deux raisons différentes : soit fermer l'oreille afin d'avoir un retour naturel du chant et permettre ainsi de varier son volume d'écoute en fonction des autres chanteurs, soit au contraire l'ouvrir pour mieux entendre son propre chant. Ces coutumes témoignent de l'extrême symbiose que doivent avoir ces chanteurs. Les chanteurs font une place importante à l'improvisation : un chanteur ne chante jamais une paghjella de la même manière qu'un autre.
Des groupes comme Les Nouvelles Polyphonies de Corse, composé presque uniquement de femmes, chantent des polyphonies, mais qui ne sont pas forcément des paghjelle.
Le 1er octobre 2009, la paghjella a été classée au patrimoine culturel immatériel de l’humanité par le comité de sauvegarde du patrimoine immatériel de l'UNESCO, réuni à Abou Dabi.
Voir aussi la notice Wikipedia (it.) sur le "Cantu à tenore sardu", qui se rapproche de la paghjella à bien des égards.

## Versi
Il faut distinguer, dans la pratique de la paghjella, la mélodie (versu) et les paroles. Certaines façons de chanter les paghjelle sont propres à certains villages, tels Tagliu, Sermanu, et Rusiu. Ces versi peuvent être chantés sur des paroles diverses, et il est courant d'employer successivement le même versu sur des paroles variées, laissant même une place à des variations improvisées.

## Textes

### Traditionnel deBozio
À vedelu da luntanu - 
A le voir de loin
Pianellu mi pare un forte - 
Pianellu me semble être un fort
Tuttu cintu à muraglioni - 
Tout entouré de murailles
Per entre ci sò duie porte - 
Pour entrer il y a deux portes
È chjose ch'elle sò quesse - 
Et quand elles sont fermées
À chì c'entre ùn pò più sorte - 
Celui qui y entre ne peut plus sortir

### Traditionnel deBustanicu
1
Averia ancu cridutu - J'aurais même cru
Chì u mare fussi seccu - Que la mer était asséchée
È u fondu d'una casa - Et que les fondations d'une maison
Principiessi pè u tettu - Commençaient par le toit
Nanzu ch'è d'abbandunà - Plutôt que d'abandonner
Un amore cusì strettu. - Un amour aussi fort
2 
Avertite à "Musulinu", - Voyez ce "Musulinu" [Mussolini] 
chi hà tanta pretensione - qui a tant de prétention
S'ell'ùn hè più chè scimitu  - S'il n'est pas devenu fou
ch'ellu fia attenzione - Qu'il fasse attention
Ch'ell'un appia da ingolle - Qu'il n'ait pas à ingurgiter
a pulenda di granone. - la polenta de maïs.

### Traditionnel deSermanu
À voi o madamicella - A vous Mademoiselle
V'anu arrapidu lu core - Ils vous ont volé le cœur
V'anu traditu cun un basgiu - Ils vous ont trahie d'un baiser
Cum'è Ghjuda à lu Signore - Comme Judas le Seigneur
Oghje vi facenu vive - Aujourd'hui ils vous font vivre
Mezu à speranza è timore. - Entre l'espérance et la crainte

### Autre exemple de paghjella Moita tradiziunale
Moita nun ti piaciva/ Moita ne te plaisait pas
mà nesunu la disprezza/ Mais personne ne la méprise
Ti piaciva l'aria frescha/ Tu préférais l'air frais
delle muntagne d'Orezza/ des montagnes d'Orezza
Ogni poltra chi s'affila / toute pouliche qui se dompte
Vole strappà la cavezza / veut rompre son licou